# 5862 Саканое
5862 Саканое (5862 Sakanoue) — астероїд головного поясу, відкритий 13 січня 1983 року.
Тіссеранів параметр щодо Юпітера — 3,517.
Названо на честь Саканое (яп. さかのうえ(坂上) сакано:е).